# Ovceaga, Varna
Ovceaga (în bulgară Овчага) este un sat în comuna Provadia, regiunea Varna,  Bulgaria. 

## Demografie
Componența etnică a satului Ovceaga
     Turci (3,61%)
     Bulgari (15,06%)
     Nicio identificare (81,32%)
     Altele (0%)
La recensământul din 2011, populația satului Ovceaga era de 166 locuitori. Nu există o etnie majoritară, locuitorii fiind bulgari (15,06%) și turci (3,61%). Pentru 81,32% din locuitori nu este cunoscută apartenența etnică.